# حبل قديم وعقدة مشدودة (رواية)
حبل قديم وعقدة مشدودة، رواية صدرت في 2016 للروائي سامح الجباس، طبيب، وكاتب، ومترجم مصري من مواليد 1974. توجت الرواية بجائزة كتارا للرواية العربية عن فئة الروايات غير المنشورة 2015.

## ملخص الرواية
"حبل قديم وعقدة مشدودة" هي رواية لسامح الجباس تم نشرها عام 2016، تقع أحداثها في ثلاث فترات زمنية مختلفة، مرتبطة بين ثلاث شخصيات رئيسية: عمر، نور، ومحمد. الرواية تتناول قضايا نفسية واجتماعية لهؤلاء الشخصيات الذين يحاولون الهروب من واقعهم الصعب. تستخدم الرواية مفهوم العود الأبدي لنيتشه، مظهرة كيف تتكرر الحياة في دوائر مغلقة وكيف يكون الإنسان مقيدًا بحبل قديم وعقدة مشدودة. تتبع الرواية حياة الشخصيات الرئيسية في فترات زمنية مختلفة، مظهرة ترابطًا غامضًا بينهم. يتنوع مصير الشخصيات، مثل عمر الذي يعاني من اكتئاب ويسعى للهروب، ونور التي تعاني من فقدان الذاكرة وتسعى لاكتشاف هويتها، ومحمد الذي يسعى للنجاح ويتورط في مشاكل قانونية. يظهر الرواية كيف تعيش الشخصيات تجارب مشابهة في أزمنة مختلفة، مشددة على محدودية المصائر بسبب القدر والصدفة والوراثة.

## جوائز
توجت الرواية بجائزة كتارا للرواية العربية في فئة "الروايات غير المنشورة" 2015.